# Slag bij Mossy Creek
De Slag bij Mossy Creek was een kleinere slag tijdens de Amerikaanse Burgeroorlog. De slag vond plaats op 29 december 1863 in Jefferson County, Tennessee.
In de nacht van 28 op 29 december 1863 ontving de Noordelijke Brigade generaal Samuel D. Sturgis een inlichtingenrapport. (Hij had zijn kampplaats opgeslagen rond Mossy Creek en verder weg richting Talbott's Station). Er stond te lezen dat een brigade van Zuidelijke cavalerie die namiddag hun kamp had opgeslagen nabij Dandridge ten zuiden van Mossy Creek. Na het analyseren van deze gegevens ging Sturgis ervan uit dat de vijandelijke troepen gesplitst waren. Hij besloot om de vijand aan te vallen, te verslaan en hopelijk misschien zelfs gevangen te nemen. Sturgis gaf het bevel aan een deel van zijn troepen om op te trekken naar Dandridge. Nadat zijn eenheden op weg waren gegaan, werden de achtergebleven manschappen bij Talbott's Station aangevallen door een Zuidelijke cavalerie-eenheid onder leiding van generaal-majoor William T. Martin, die deel uitmaakte van James Longstreets cavalerie. De eenheden werden teruggedrongen naar Mossy Creek.
Sturgis had zijn cavalerie, die op weg was naar Dandridge, dat als ze geen contact konden maken met de vijand ze naar hun eigen kampement dienden terug te keren. De Zuidelijken zetten ondertussen hun aanval verder. De Noordelijke linies stonden op breken. Net op tijd kregen ze versterking van de eenheden die tevergeefs gezocht hadden naar de vijand rond Dandridge. Rond drie uur in de namiddag slaagden de Noordelijken erin van de vijand terug te dringen richting Talbott's Station. Tegen de avond waren de Zuidelijken tegenstand gebroken. Tijdens de nacht slaagden ze er echter in van terug te trekken richting Morristown omdat de Noordelijken de achtervolging niet inzette. Na de Noordelijke overwinning bleef Talbott's Station voor een tijd lang hun uitvalsbasis.

## Bron
- National Park Service - Mossy Creek